# Szytka

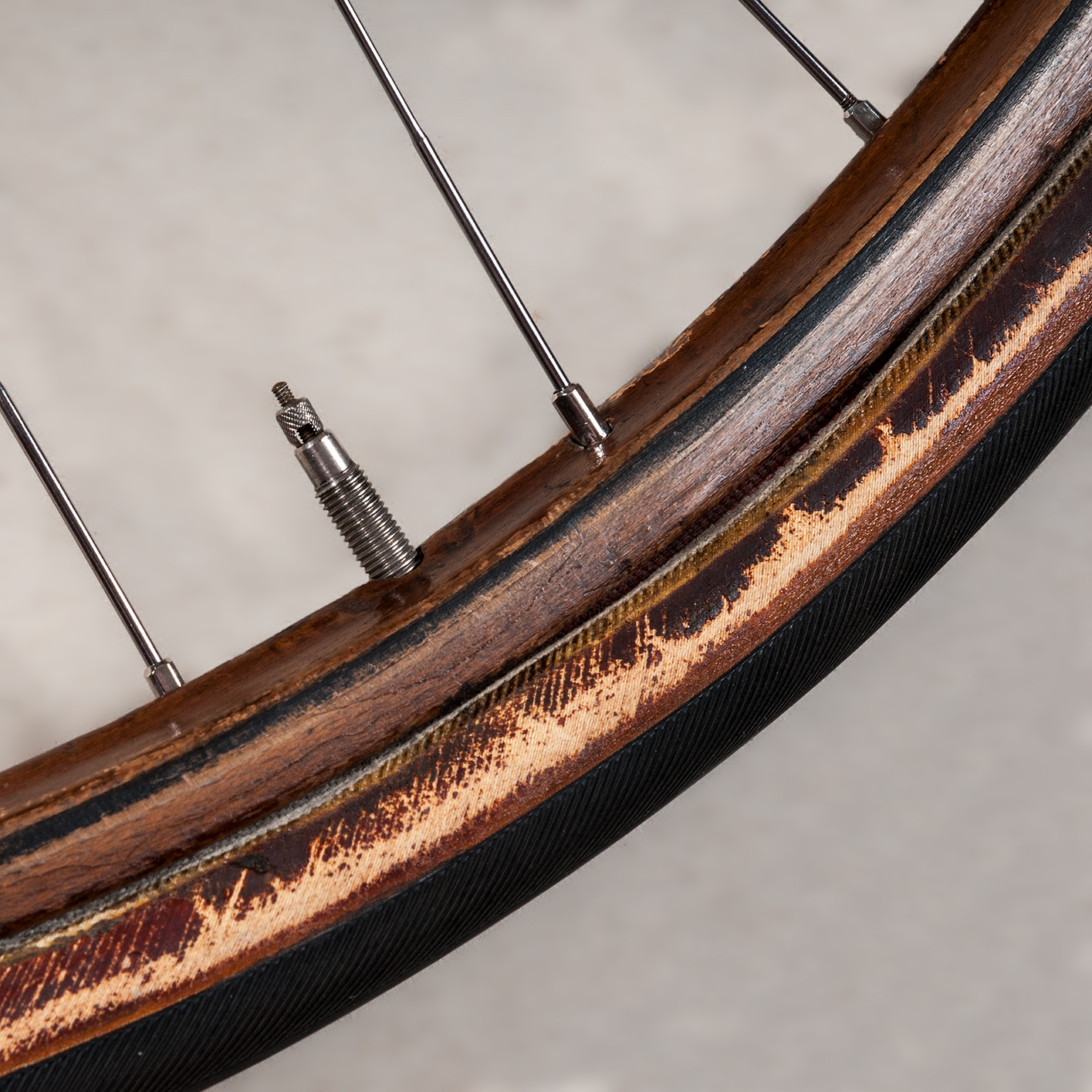

Szytka –(tubular, oponodętka) dętka rowerowa połączona z oponą. Jest to najlżejsze rozwiązanie stosowane w ogumieniu roweru, a zarazem najtrudniejsze w eksploatacji i najdroższe. Szytkę można stosować jedynie w kołach do niej przystosowanych. Do jej montażu używa się specjalnego kleju lub taśmy. Szytki stosuje się w rowerach torowych i rowerach szosowych, gdyż rozwiązanie to oferuje większe bezpieczeństwo w przypadku przebicia, niższą masę oraz lepsze właściwości nośne na zakrętach. Obręcze przystosowane pod szytkę są łatwiejsze w produkcji, wytrzymalsze i lżejsze od standardowych.

## Historia i Rozwój
Szytki zostały wprowadzone ponad 100 lat temu i od tego czasu przeszły znaczącą ewolucję, pozostając jednak popularnym wyborem w zawodowym kolarstwie szosowym. Ich rozwój przyczynił się do znaczących zmian w konstrukcji rowerów i technikach jazdy.

## Konstrukcja
Szytka składa się z wewnętrznej dętki, która jest całkowicie otoczona przez zewnętrzną oponę. Całość jest zszyta lub inaczej połączona, tworząc jednolitą strukturę. Montaż szytki wymaga użycia specjalnych obręczy bez rantu, a do jej przytwierdzenia stosuje się dwustronną taśmę klejącą lub specjalny klej.